# Monasterio de Rodilla
Monasterio de Rodilla est une commune d’Espagne située dans la province de Burgos (communauté autonome de Castille-et-León).